# 덴닌
덴닌(天仁, てんにん)은 일본의 연호(元号) 중 하나이다.
- 전후 : 가쇼(嘉承) 이후 - 덴에이(天永) 이전.
- 시기 : 1108년 ~ 1109년
- 천황 : 도바 천황

## 개원(改元)
- 가쇼 3년 8월 3일(율리우스력 1108년 9월 9일), 도바 천황의 즉위에 따라 개원.
- 덴닌 3년 7월 13일(율리우스력 1110년 7월 31일), 덴에이로 개원된다.

## 출전
『문선(文選)』의 「大晉統天，仁風遐揚。」

## 서력과의 대조표
| 덴닌 | 원년   | 2년    | 3년    |
| ---- | ------ | ------ | ------ |
| 서력 | 1108년 | 1109년 | 1110년 |
| 간지 | 무자   | 기축   | 경인   |

## 같이 보기
- 일본의 연호 일람

| 이전 가쇼 | 일본의 연호 1108년 ~ 1110년 | 다음 덴에이 |